# Isaac Pardo
Isaac José Pardo Soublette (Caracas, Venezuela, 14 de octubre de 1905 - Caracas, Venezuela, 3 de marzo de 2000) fue un intelectual venezolano de ancestros judeo-alemanes, conocido por sus ensayos: Esta tierra de Gracia (1955), Fuegos Bajo el Agua: La invención de la Utopía (1983).

## Biografía
Pardo nació en Caracas el 5 de octubre de 1905. Siendo bisnieto del militar y político venezolano Carlos Soublette. Incursionó en la política muy joven, como integrante de la Generación del 28 y miembro del Plan de Barranquilla, por lo que durante la dictadura de Juan Vicente Gómez sufrió cárcel y exilio. Fundador en 1945 junto con Elías Toro y Andrés Germán Otero, del partido Unión Republicana Democrática (URD), al cual se unió tres meses después Jóvito Villalba. Participó en el breve gobierno de Rómulo Gallegos y luego fue director del diario El Nacional, redactor del semanario humorístico El Morrocoy Azul  y autoridad principal del Consejo Nacional Electoral en 1963.

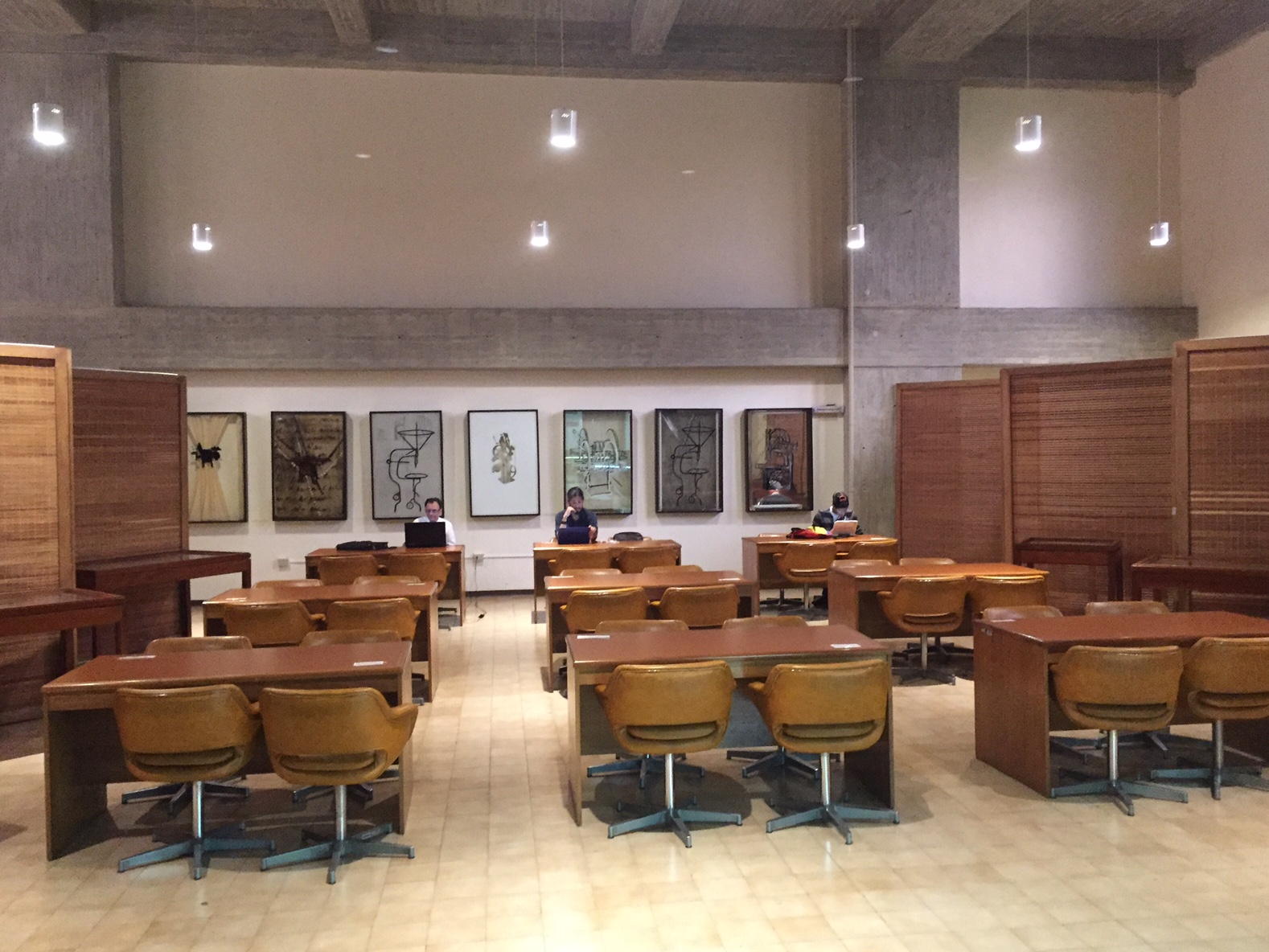
Biblioteca Isaac J. Pardo del CELARG.

Empezó a trabajar como médico interno en el hospital de El Algodonal donde, junto con el doctor José Ignacio Baldó, se dedicó a la tisiología y a luchar contra la tuberculosis, una de las enfermedades endémicas en Venezuela, sobre todo en los campos y en los sectores marginales de las ciudades.
Fue un avezado investigador de la historia colonial venezolana y su trabajo sobre los orígenes de la utopía, que publicó bajo el título de Fuegos Bajo el Agua, le valió el Premio Nacional de Literatura en 1984.
En 1999 recibió la Orden del Libertador y un título honorario de la Universidad Simón Bolívar. Luego de su fallecimiento, la biblioteca del CELARG fue bautizada con su nombre.

## Obra
- Esta tierra de gracia (1955)
- El Tirano Aguirre (1958)
- Estudio Sobre Elegías de varones ilustres de Indias (1961)
- La ventana de don Silverio (1978)
- Fuegos Bajo el Agua (1983)
- ¡Esa Palabra no se dice! (1994)
- A la Caída de las Hojas (1997)